# Château de Marbeaumont
Le château de Marbeaumont est situé à Bar-le-Duc dans le département de la Meuse en région Grand Est.
Construit de 1903 à 1905 par la famille de banquier Varin-Bernier, le château est caractéristique de l'historicisme et de l'éclectisme en vogue à cette époque. L'architecture extérieure et la décoration intérieure mélangent tous les styles, de la Renaissance à l'Art nouveau, associées au confort le plus moderne. Le bâtiment est entouré d'un parc à l'anglaise où se trouvent des essences rares. Devenu propriété de la ville en 1946, le château connait différents usages et abrite depuis 1996 la Médiathèque Jean Jeukens.
Il fait l’objet d’une inscription au titre des monuments historiques depuis le 24 décembre 1980.

## Situation géographique
Le château de Marbeaumont est situé au 74 rue Saint-Mihiel, dans le quartier de Marbot, en Ville Basse, à Bar-le-Duc. Le domaine est délimité par le canal de la Marne au Rhin au sud, le début de la Voie sacrée à l'est, et le stade Jean Bernard au nord.

## Le château de Marbeaumont

### Historique

#### La première demeure duXIXesiècle

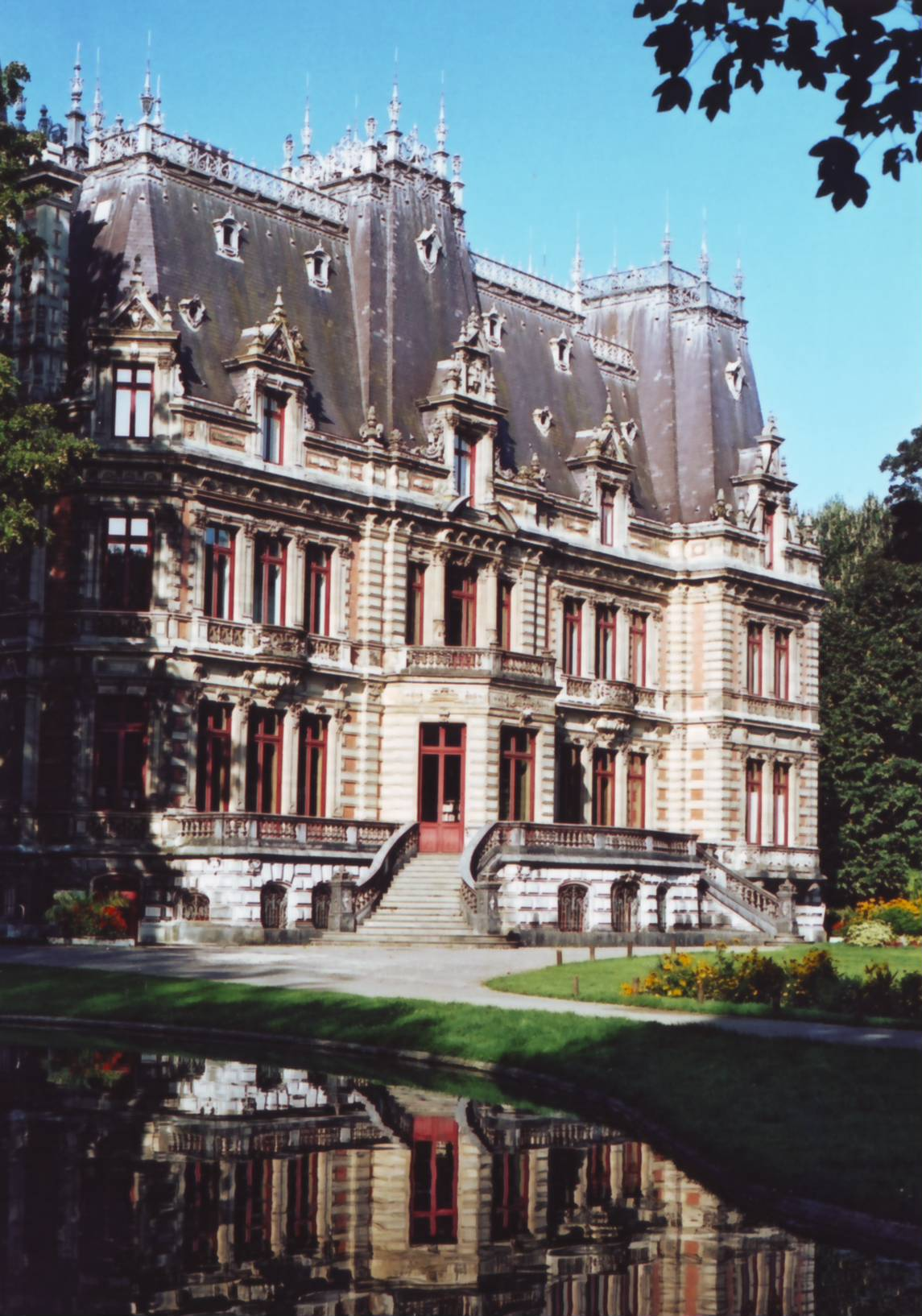
Arrière du château avec une pièce d'eau.

En 1812, Nicolas Varin, négociant puis juge au tribunal de commerce, fonde la banque Varin. Après sa mort, la banque est dirigée par sa femme, Anne-Marie Bernier, et son neveu, Gabriel Varin, et se voit renommée en banque Varin-Bernier.
Jusqu'au XVIIIe siècle, le domaine est la propriété de l'abbaye de Sainte-Hoïlde. Après la Révolution française de 1789 et le processus de laïcisation, le terrain est déclaré bien national et vendu. Au XIXe siècle, il devient le domaine familial des Varin-Bernier. De 1866 à 1869, Gabriel Varin y fait construire une maison de maître et Philippe Arbeaumont, paysagiste de Vitry-le-François, se voit chargé d'aménager le parc. Ce dernier s'étend jusqu’au-delà du stade d’athlétisme actuel et est formé de deux parties reliées par un tunnel de rocaille. La première partie, seule restante aujourd'hui, est un parc à l'anglaise, tandis que la deuxième partie, contient un vaste étang, des potagers et des vergers. Le château prend le nom de Marbeaumont, contraction du nom du quartier « Marbot », et du paysagiste du parc Philippe Arbeaumont.
De 1885 à 1916, la banque connait une période faste sous la direction de Paul Varin-Bernier, le fils de Gabriel. Elle ouvre plusieurs agences dans toute la région Lorraine et même à Paris. En 1916, lorsque René Varin-Bernier prend la succession de son père, il s'installe dans la capitale. En 1972, la banque fusionne avec la Société Nancéienne de Crédit Industriel (SNCI) pour former la Société Nancéienne et Varin-Bernier (SNVB), qui intègrera plus tard le groupe Crédit industriel et commercial (CIC).

#### Le château duXXesiècle

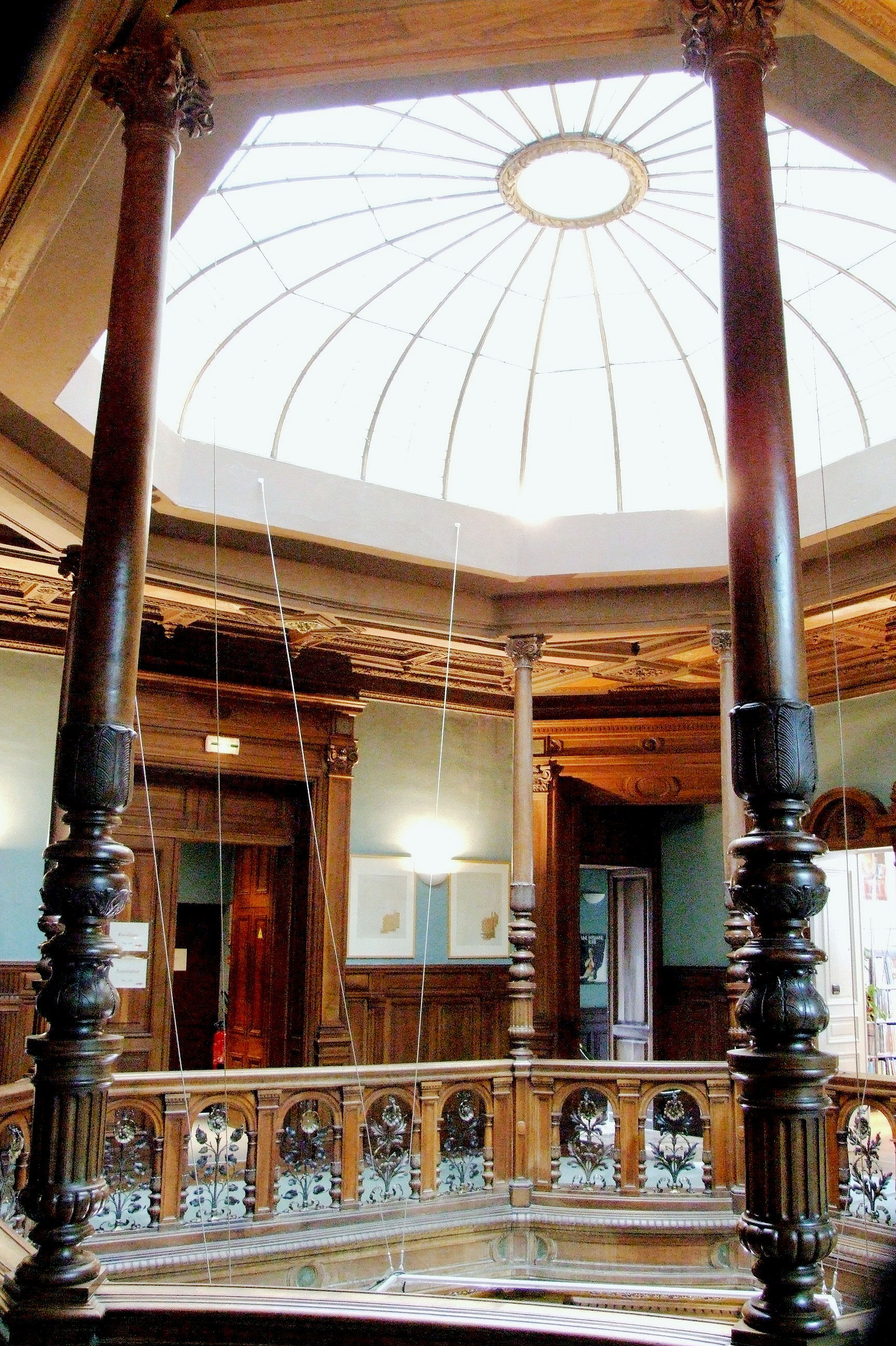
Espace central octogonal éclairé par une verrière.

En 1903, Paul Varin-Bernier décide d'agrandir le domaine de Marbeaumont et de remplacer la maison de maître par un château montrant toute la puissance de sa banque. Le projet est confié aux architectes Lucien Lehmann et Jules Renard, ce dernier ayant déjà construit pour la famille la banque et le pavillon de chasse de Sainte-Hoïlde. Les travaux ont lieu de 1903 à 1905, et sont effectués par les entreprises locales France-Lanord et Bichaton, qui emploient les techniques les plus modernes. Une grue est utilisée, les planchers sont coulés en béton (procédé Hennebique), et la charpente métallique est conçue selon les principes de Gustave Eiffel. Le château est doté d'un ascenseur, du téléphone, de l'électricité, et d'un chauffage calorifère.
Le résultat est « une splendide demeure au luxe ostentatoire, pourvue de tout le confort moderne de l’époque », entourée de plusieurs dépendances (les communs, la maison du gardien, les serres...). Le château mélange les styles néo-Renaissance et néo-Louis XIII.
Pendant la Première Guerre mondiale, la ville sert de base arrière lors de la bataille de Verdun de 1916, et le château accueille plusieurs généraux : Georges Clemenceau, Lloyd George, Philippe Pétain et Édouard de Castelnau. Situé à côté de la Voie sacrée, le bâtiment est bombardé par les allemands. 
Pendant la Seconde Guerre mondiale, l’état-major allemand occupe le château. Avant leur départ, ils incendient les communs qui seront rasés plus tard.

#### Une propriété de la ville
En 1946, René Varin-Bernier cède pour une somme symbolique l'ensemble de la propriété à la ville de Bar-le-Duc. 
À partir de 1948, le bâtiment est loué à la Direction départementale de l'Agriculture et de la Forêt (DDAF), et parallèlement, de 1956 à 1958, les pièces du rez-de-chaussée accueillent deux classes de l’école de filles du quartier de Marbot.
Le 24 décembre 1980, le château est inscrit aux monuments historiques. la même année, la DDA décide de déménager.
En 1990, la commune décide de transférer la médiathèque municipale dans le château. Un concours d'architecte est organisé pour rénover le bâtiment et l'adapter à sa nouvelle fonction. Le cabinet R.T.R. de Reims, associé à l’architecte barisien Métrich gagnent le concours et après deux ans de travaux, la nouvelle médiathèque ouvre ses portes en 1996.

### Architecture

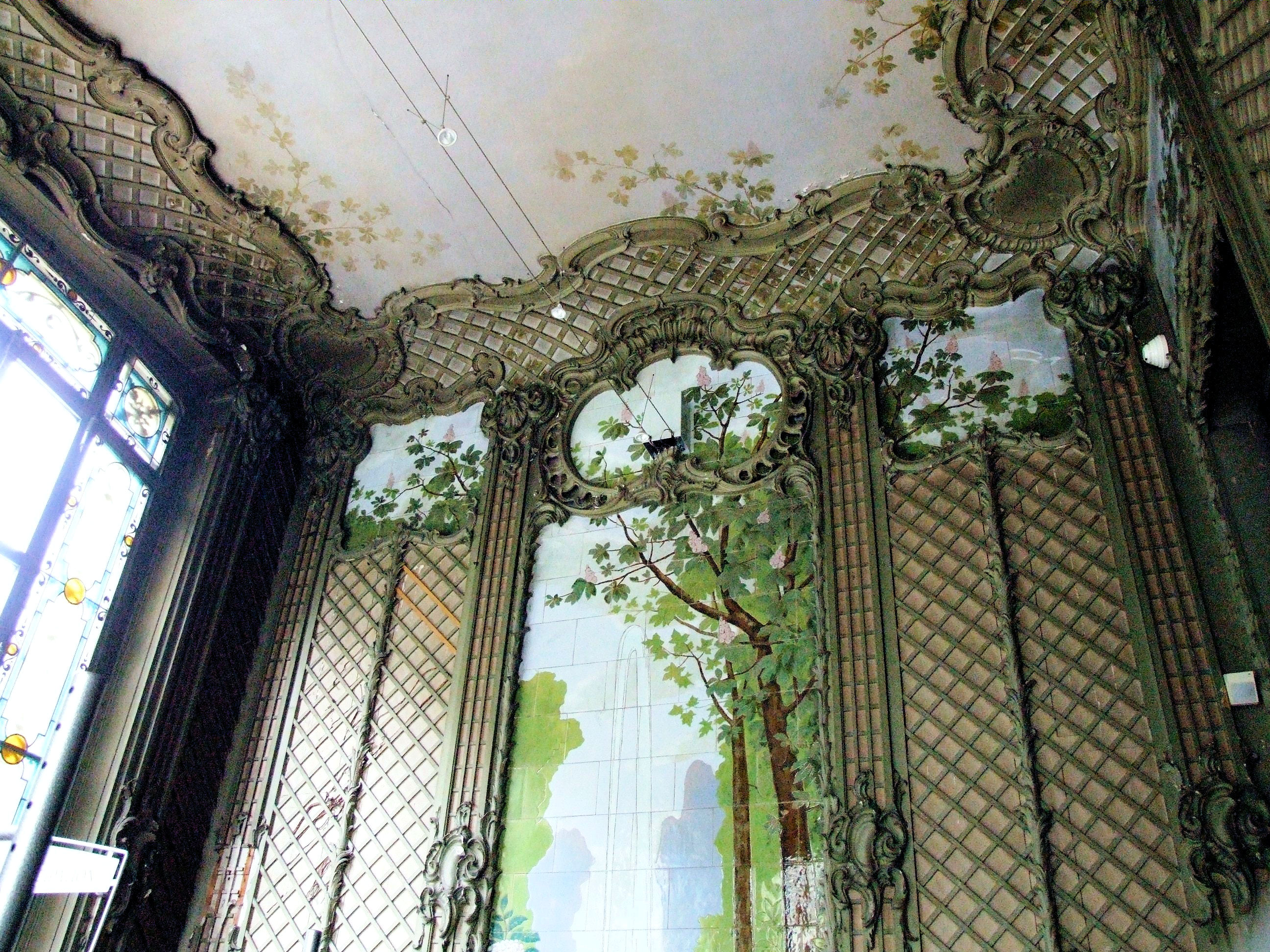
Jardin d'hiver.

Le château de Marbeaumont est entouré d'un parc, à l'anglaise, qui contient des essences rares et imposantes comme le séquoia, le ginkgo ou le Fau de Verzy, unique spécimen du département. Une pièce d'eau avec une cascade de rocaille est alimentée par une dérivation du Naveton.
L'architecture du château, extérieure et intérieure, est représentative de l’éclectisme et de l'historicisme en vogue en France à la fin du XIXe siècle.
À l'extérieur, la façade est en briques et en pierre d'Euville représentative du style Louis XIII, et les hauts toits en ardoise et en zinc sont représentatifs du style Renaissance. Des motifs décoratifs évoquent les rois de France, comme la salamandre de François Ier sculptée sur une cheminée extérieure. La partie architecturale en métal et en verre aux motifs floraux (la marquise, le jardin d'hiver, la porte d'entrée) est caractéristique de l'Art nouveau. Le clocher le plus haut abrite une horloge et un carillon de dix cloches de la maison Lepeautre. Le carillon fonctionnait grâce à une machinerie à cartes perforées, et pouvait jouer une dizaine d’airs différents.
À l'intérieur, le château s'organise autour d'un espace central octogonal éclairé par une verrière. Le sous-sol (ou rez-de-jardin) et les étages sont desservis par un ascenseur et un monte-charge. Les deux premiers étages comportaient douze chambres, et autant de cabinets de toilettes ou de salles de bains. Les combles étaient aménagées pour héberger le personnel de service.
Le rez-de-chaussée est composé de plusieurs pièces décorées chacune dans un style différent. Le hall d'entrée est décoré de boiseries en noyer et de marbre vert, avec une mosaïque au sol inspirée de l’Antiquité. La petite salle à manger, transformée en bureau, présente des boiseries en chêne, une cheminée en marbre et des peintures de paysages. La grande salle à manger « Renaissance » possède un plafond à caissons colorés, des boiseries en chêne, et une grosse cheminée en bois sculpté, ornée de guirlandes de fleurs, de masques et de lions. Le petit salon ou salon de musique « Louis XVI » est décoré de boiseries peintes en gris Trianon, ornées de guirlandes de roses, et d'un plafond peint avec des motifs d’angelots. Le grand salon « Louis XIV » présente des boiseries de chêne sombres aux liserés d’or, et un plafond peint par Édouard Martens représentant une allégorie des arts dramatiques. La salle de billard « Directoire » est décorée de boiseries alternant le bois sombre et clair avec des motifs rappelant l’Antiquité romaine et égyptienne. Le bureau-bibliothèque « Empire », devenu salle d'exposition, possède des lambris en acajou, des miroirs positionnés face-à-face et deux allégories (peinture et écriture) encadrant la cheminée. Le jardin d'hiver est une véranda orientée au sud, éclairé par trois grandes verrières du maître verrier barisien Alfred-Georges Hoën. Il est décoré de carreaux de faïence montrant un jardin imaginaire en trompe-l'œil, et des treillages sur les murs permettent aux plantes grimpantes de s'accrocher,,.
Le premier étage, au contraire du rez-de-chaussée, possède une décoration plus homogène. La mezzanine est entourée d'une balustrade en noyer décorée de fleurs en fer forgé. La chambre d’honneur montre un travail de menuiserie et de stuc avec des portes galbées et des rinceaux de feuillages et de fleurs. Le deuxième étage est complètement neuf.

## Médiathèque Jean Jeukens

### Historique

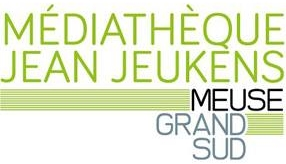
Logo de la médiathèque Jean Jeukens (depuis 2013).

La bibliothèque municipale de Bar-le-Duc est fondée sous la Révolution, la confiscation des biens du clergé ayant entrainé un afflux de livres des églises et abbayes. Bar-le-Duc reçoit ainsi les ouvrages des abbayes du sud meusien : Beaulieu, Jeand'heurs, Écurey, Lisle, Évaux, les Capuçins et les Antonistes de Bar.
Au fil des années, la bibliothèque se voit dépossédée de ses plus beaux et plus anciens livres. Au début, ces derniers sont entreposés dans une pièce du collège Gilles de Trèves où une partie pourrit à cause de l'humidité. Un moine de l'ancienne abbaye de Beaulieu, Don Maugérard, est chargé par l’État de trier les ouvrages, mais parallèlement il prélève 300 livres parmi les plus beaux et les plus anciens. Et en 1807, 4 tonnes de livres sont vendues aux vieux papiers.
Aux XIXe et XXe siècles, la bibliothèque fait de nombreux achats, et plusieurs personnalités locales lui font des dons et des legs, comme Nicolas-Victor Servais, ancien chef de division de la préfecture, qui lègue toute sa collection personnelle de livres.
En 1960, la bibliothèque est ouverte au public. De nombreuses évolutions vont alors avoir lieu : la création de la section jeunesse (4 à 14 ans) en 1968, et la création de la discothèque en 1973.
Depuis les années 1980, la bibliothèque se sent de plus en plus à l'étroit dans ses locaux du quai Carnot, et en 1990 le conseil municipal décide de transférer la bibliothèque au château de Marbeaumont. Le 7 mai 1996, la nouvelle Médiathèque Jean Jeukens, du nom de l'ancien maire de Bar-le-Duc de 1944 à 1947 ayant acheté le château, ouvre ses portes.
La médiathèque est d'abord sous la tutelle de la ville de Bar-le-Duc, puis de la communauté de communes de Bar-le-Duc, et enfin depuis 2013 sous celle de la communauté d'agglomération Bar-le-Duc Sud Meuse. Seule la gestion de l'établissement est transférée. Les collections antérieures à 2013, et notamment les fonds anciens appartiennent à la Ville de Bar-le-Duc. Les médiathèques de Bar-le-Duc et Ligny ont fusionné en 2018,.

### Collections
La médiathèque est installée sur les cinq niveaux du château, dont trois sont accessibles au public. Les combles et le sous-sol servent de réserves. Le rez-de-chaussée accueille la section adulte (fiction, documentaire), le premier étage les fonds d'étude et la discothèque, et le deuxième étage la section jeunesse.
La médiathèque possède 140 000 livres dont 50 000 en libre accès (30 000 en section adulte et 20 000 en section jeunesse). Elle détient également 150 abonnements à des revues, 16 000 disques compacts, et plus de 1 000 DVD.
Le fonds local rassemble une série de documents sur la ville de Bar-le-Duc, le département de la Meuse et la région Lorraine. Les collections contemporaines (après 1950) sont empruntables ou consultables sur place. Au contraire, les collections anciennes (avant 1950), composées de livres, de journaux anciens, de manuscrits et de documents iconographiques, sont uniquement accessibles sur place et font partie du fonds patrimonial.
Le fonds patrimonial propriété de la Ville de Bar-le-Duc n'est consultable que sur place, et contient 65 000 livres imprimés anciens, dont 500 livres imprimés à la Renaissance, 880 manuscrits, 400 titres de périodiques anciens, et de nombreux documents iconographiques (cartes, plans et estampes).
La bibliothèque possède plusieurs autres fonds qui proviennent de dons de personnalités de Bar-le-Duc, et consacrés à des sujets particuliers. Le fonds Léon Maxe-Werly, riche industriel barrisien et archéologue autodidacte du XIXe siècle, est composé de documents liés à l’histoire, à l’archéologie, à la numismatique et à des sujets locaux, ainsi que des manuscrits, des cartes et des plans. Le fonds Jeanne d'Arc contient 440 ouvrages consacrés au personnage : études historiques, romans, poésies, opéras, pièces de théâtre... Le fonds Henri Dannreuther, pasteur de la ville à partir de 1880 et bibliophile passionné, est composé de nombreux ouvrages sur l'histoire locale et le protestantisme, dont une partie vient de son mentor Othon Cuvier, pasteur à Nancy. Le fonds Marcel Hébert, prêtre et professeur de philosophie, est composé de ses propres ouvrages sur la religion d'un point de vue philosophique. Il contient également les traces de relations épistolaires avec Émile Gallé, Eugène Carrière et Helen Keller. Le fonds Albert Cim, journaliste, écrivain et critique littéraire, est composé de 4 800 ouvrages ainsi que de ses manuscrits, archives et correspondances.